# Hesperoperla pacifica
Hesperoperla pacifica är en bäcksländeart som först beskrevs av Banks 1900.  Hesperoperla pacifica ingår i släktet Hesperoperla och familjen jättebäcksländor. Inga underarter finns listade i Catalogue of Life.